# Пакет аранжман
 Пакет аранжман  — це збірка, яка була виданна лейблом Југотон, у 1980 році і вважається найвпливовішим та найважливішим записом, який коли-небудь робився у СФРЮ,

## Композиції
| #  | Виконавець         | Пісня               | Тривалість |
| -- | ------------------ | ------------------- | ---------- |
| 1  | Идоли              | Маљчики             | 3:22       |
| 2  | Идоли              | Пластика            | 1:44       |
| 3  | Идоли              | Schwule uber Europa | 4:27       |
| 4  | Идоли              | Америка             | 8:12       |
| 5  | Електрични оргазам | Крокодили долазе    | 3:09       |
| 6  | Електрични оргазам | Златни папагај      | 2:07       |
| 7  | Електрични оргазам | Ви                  | 1:50       |
| 8  | Шарло Акробата     | Она се буди         | 4:00       |
| 9  | Шарло Акробата     | Око моје главе      | 2:45       |
| 10 | Шарло Акробата     | Мали човек          | 2:15       |
| 11 | Шарло Акробата     | Нико као ја         | 1:33       |

## Перевидання
У березні 2007 року, правоприємник Југотону – Croatia Records, перевидала компіляцію.у складі бокс-сет релізу. До того релізу ввійшли також ремастерингові версії дебютних альбомів гуртів Шарло Акробата та Електрични оргазам.
- CD 1 - Пакет аранжман
- CD 2 -  Електрични оргазам
- CD 3 - Бистрији или тупљи човек бива кад...